# LibriVox

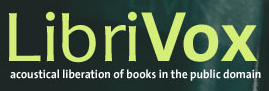
Logotip de LibriVox

LibriVox és una biblioteca digital gratuïta d'audiollibres. Aquests llibres són obres del domini públic, llegides per voluntàries.
El projecte LibriVox va començar l'agost del 2005. El gener del 2009, 2014 llibres complets i altres obres breus, principalment en anglès (més de 10.000 títols) amb 46 idiomes representats.
Al gener de 2020, hi havia 32.900 llibres registrats en 78 idiomes. L'anglès és el més representat (83%). El segueixen l'alemany (7%), després el francès (2% amb 744 llibres) i l'espanyol (2%).

## Història

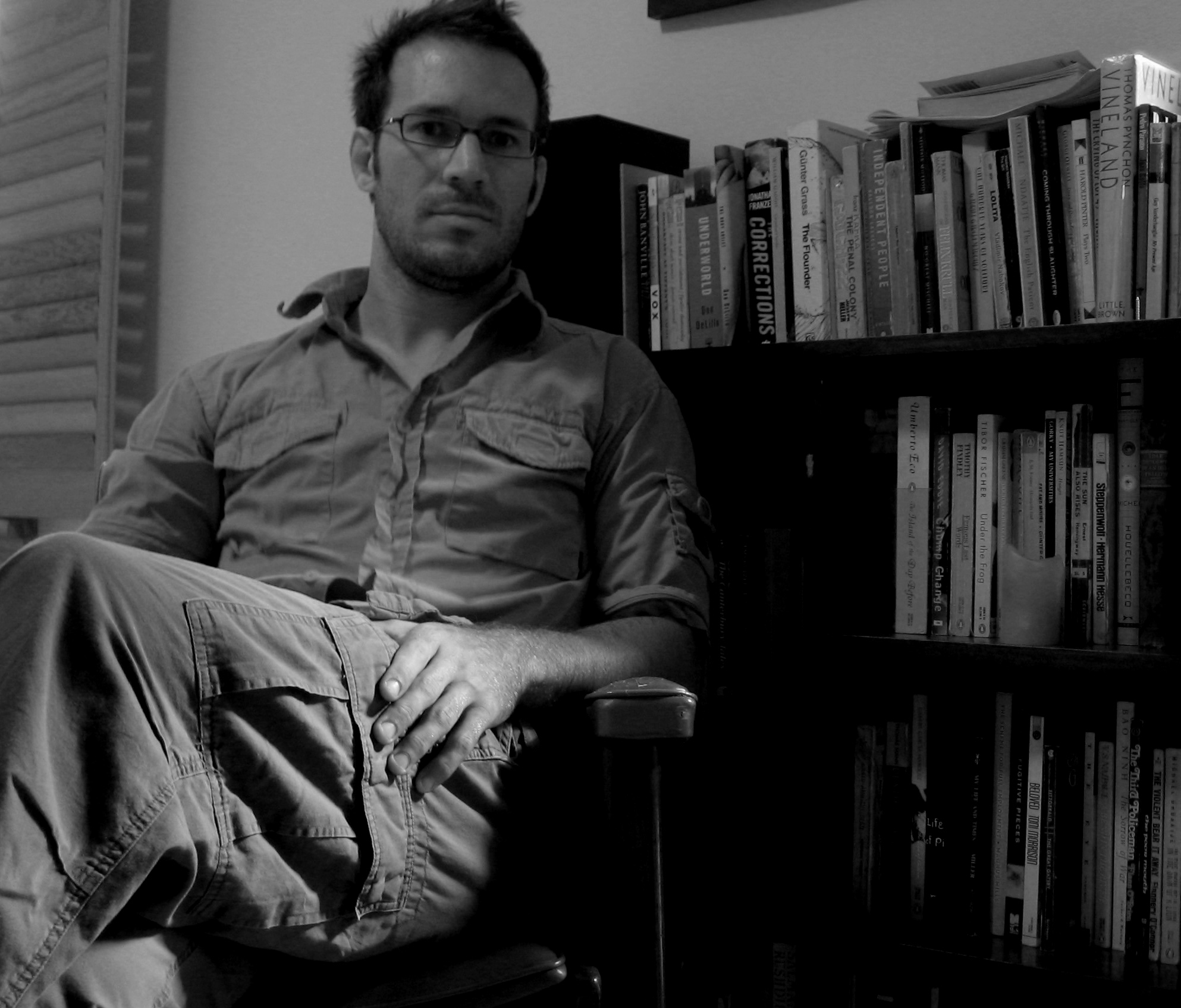
Hugh McGuire el 2006

L'escriptor de Montreal, Hugh McGuire, va iniciar el bloc precursor l'agost de 2005.
Explica el seu desig de posar a disposició dels oients els vells llibres lliures de drets d'autor i la filosofia de LibriVox en una entrevista de 2006.
El primer llibre d'àudio que es posa a la plataforma és L'agent secret.

## Procés de creació
Una o més persones poden llegir un llibre. En el segon cas, un coordinador s'encarrega de tallar i distribuir les parts o capítols a llegir, després recopila els fitxers d'àudio i registra la informació relativa al treball que s'està processant. No es fa cap selecció segons la dicció del lector, només compta la qualitat tècnica dels enregistraments.
És el plaer de llegir i compartir el que es proposa.

## Llicència d'ús
Totes les obres originals, així com els fitxers d'àudio, són de domini públic. Això autoritza qualsevol ús (comercial o no) sense cap restricció.
Per tant, LibriVox és una alternativa lliure i de codi obert que sovint se cita com a referència per a aquells que volen escoltar llibres d'àudio gratuïts,.